# Christopher Mayer (Schauspieler, 1954)
Christopher „Chip“ Mayer (* 21. Februar 1954 als George Charles Mayer III in New York City, New York; † 23. Juli 2011 in Sherman Oaks, Kalifornien) war ein US-amerikanischer Schauspieler.

## Leben
Mayer wurde als George Charles Mayer III als ältestes von sieben Kindern im US-Bundesstaat New York geboren. Er wuchs in Ridgewood, New Jersey, auf. Er studierte an der Colgate University, wo er einen Abschluss in Betriebswirtschaftslehre (Business) erwarb. Anschließend arbeitete er in Manhattan in einem Bürojob. Nebenbei nahm er in seiner Freizeit Schauspielunterricht.
Mayer war dreimal verheiratet. In erster Ehe (1982–1984) war er mit der Schauspielerin Teri Copley verheiratet; aus dieser Ehe stammt eine Tochter, die Schauspielerin  Ashley Mayer. In zweiter Ehe (1985–1986) heiratete er die Schauspielerin Eileen Davidson. Aus seiner dritten Ehe (1988) mit der Schauspielerin Shauna Sullivan gingen zwei weitere Töchter hervor; die Ehe wurde später geschieden.
Er starb im Alter von 57 Jahren, während Hochzeitsvorbereitungen für die geplante Ehe mit Catherine Irvine, an Hirnblutungen infolge einer hypertrophen Kardiomyopathie; er wurde im Forest Lawn Memorial Park in Hollywood Hills beigesetzt.

## Karriere
Nach ersten Schauspielerfahrungen auf der Bühne, hatte Mayer 1980 sein Fernsehdebüt in der Rolle eines Stuntmen in dem Serienpilotfilm von Stunts Unlimited.
1982 erhielt er die Hauptrolle des Vance Duke in der fünften Staffel der US-Fernsehserie Ein Duke kommt selten allein – an der Seite von Byron Cherry. Diese Rolle spielte er zwischen 1982 und 1983 in 19 Folgen der fünften Staffel der Serie sowie in der Zeichentrick-Adaption The Dukes als Sprecher. Eine weitere durchgehende Serienhauptrolle hatte er in den Jahren 1984 bis 1985 in der US-Fernsehserie Glitter; er spielte darin den Reporter Pete Bozak.
Von 1987 bis 1989 hatte Mayer eine wiederkehrende Serienrolle in der US-amerikanischen Seifenoper California Clan; darin verkörperte er den Skilehrer und Frauenhelden T.J. Daniels. Mayer hatte anfangs zunächst für die Rolle des Arztes Scott Clark vorgesprochen, war jedoch von den Produzenten abgelehnt worden, da sich diese Mayer typmäßig nicht in der Rolle eines Arztes vorstellen konnten.
Mayer hatte in den 1980er und 1990er Jahren zahlreiche Neben- und Gastrollen in US-Fernsehserien wie Love Boat (1983; 1985), Simon und Simon (1984), Renegade – Gnadenlose Jagd (1994; 1996), Xena – Die Kriegerprinzessin (1995), Baywatch – Die Rettungsschwimmer von Malibu (1998), Pacific Blue – Die Strandpolizei (1998) und Star Trek: Deep Space Nine (1999).
Außerdem übernahm er gelegentlich Rollen in Fernseh- und Kinofilmen. Er spielte unter anderem, an der Seite von Jim Carrey, die Rolle des Kenneth Falk in der Filmkomödie Der Dummschwätzer (1997).
Die Filmdatenbank IMDb führt als seinen letzten Auftritt vor der Kamera eine Gastrolle in der Actionserie Highway to Hell – 18 Räder aus Stahl (2000).
Mayer, der häufig unter seinem Künstlernamen Chip Mayer auftrat, wurde im deutschen Sprachraum unter anderem von Pascal Breuer, Achim Geisler, Klaus-Peter Grap, Fritz von Hardenberg, Walter von Hauff, Andreas Hosang, Martin Keßler, Reent Reins, Jan Spitzer und Bernd Vollbrecht synchronisiert.

## Filmografie (Auswahl)

### Filme
- 1980: Stunts Unlimited (Fernsehfilm)
- 1981: Our Family Business (Fernsehfilm)
- 1996: Heiße Träume (Hard Time)
- 1997: Der Dummschwätzer (Liar, Liar)
- 1998: The Hunted – Gejagt bis aufs Blut (The Hunted)

### Fernsehserien
- 1982–1983: Ein Duke kommt selten allein (The Dukes of Hazzard) (19 Episoden)
- 1983–1985: Love Boat (2 Episoden)
- 1984: Simon und Simon (Episode 3x14)
- 1984–1985: Glitter (14 Episoden)
- 1987–1989: California Clan
- 1991–1998: Palm Beach-Duo (Silk Stalkings) (4 Episoden)
- 1994–1996: Renegade – Gnadenlose Jagd (Renegade) (2 Episoden)
- 1995: Xena – Die Kriegerprinzessin (Xena: Warrior Princess) (2 Episoden)
- 1996: High Tide – Ein cooles Duo (High Tide) (Episode 2x18)
- 1996: Baywatch Nights (Episode 1x21)
- 1998: Baywatch – Die Rettungsschwimmer von Malibu (Baywatch) (Episode 8x13)
- 1998: Pacific Blue – Die Strandpolizei (Pacific Blue) (Episode 3x20)
- 1999: Star Trek: Deep Space Nine (Episode 7x15)
- 2000: Highway to Hell – 18 Räder aus Stahl (18 Wheels of Justice) (Episode 1x15)